# Ptycholaemus murinus
Ptycholaemus murinus är en skalbaggsart som beskrevs av Boppe 1912. Ptycholaemus murinus ingår i släktet Ptycholaemus och familjen långhorningar. Inga underarter finns listade i Catalogue of Life.